# Tungurictis spocki
Il tunguritto (Tungurictis spocki) è un mammifero carnivoro estinto, appartenente agli ienidi. Visse nel Miocene superiore (circa 10 - 6 milioni di anni fa) e i suoi resti fossili sono stati ritrovati in Asia. 

## Descrizione
Questo animale doveva assomigliare all'attuale protele (Proteles cristata), e anche le dimensioni dovevano essere paragonabili a quelle della forma attuale. Alcune caratteristiche, tuttavia, richiamavano quelle dei viverridi odierni. I denti carnassiali superiori erano proporzionalmente più lunghi di quelli dell'attuale genetta e delle forme simili. La lama tagliente dei carnassiali, pressoché parallela all'asse longitudinale del cranio, e il denticolo interno fortemente ridotto distinguono chiaramente Tungurictis dai viverridi. Per queste caratteristiche, Tungurictis assomigliava anche al fossa (Cryptoprocta ferox). Sui molari inferiori, il metaconide era piuttosto basso, mentre ipoconide ed entoconide erano di altezza uguale.
Il cranio mostra una forte costrizione delle ossa frontali dietro le apofisi postorbitali, e ciò indica una riduzione dei lobi olfattivi. La cresta sagittale era bassa e semplice per tutta la sua lunghezza. La base del cranio era corta e larga, e assomigliava a quella dell'attuale Nandinia binotata; ricordava anche, vagamente, quella dei carnivori arcaici come Viverravus. La regione otica era specializzata, e la bolla timpanica sembrerebbe aver avuto un entotimpanico ossificato voluminoso.

## Classificazione
Tungurictis spocki venne descritto per la prima volta nel 1939 da Edwin Colbert, sulla base di un cranio fossile ritrovato nella formazione Tunggur della Mongolia Interna, in terreni del Miocene superiore. Inizialmente avvicinato ai viverridi, Tungurictis è stato poi riconsiderato come un primitivo rappresentante degli ienidi. Era in ogni caso differente da altre forme arcaiche come Plioviverrops, che doveva avere una dieta meno carnivora, e forse era affine alla specie europea Protictitherium gaillardi. Fossili simili a Tungurictis sono stati ritrovati anche in Tunisia.